# Condado del Valle de Súchil
El condado del Valle de Súchil es un título nobiliario español creado por el rey Carlos III y concedido, con el vizcondado previo de San Juan de las Bocas, en favor de José del Campo Soberón, acaudalado empresario minero y latifundista de Súchil (Nueva Vizcaya, actual México), por real decreto del 1 de abril de 1775 y real despacho del 11 de junio de 1776.
El título cayó en desuso a partir de 1823, con el fallecimiento del segundo conde. En 1919 fue rehabilitado por el rey Alfonso XIII en favor de José María de Garay y Rowart, que se convirtió así en el tercer conde del Valle de Súchil.

## Condes del Valle de Súchil
|                               | Titular                       | Periodo                 |
| Creación por Carlos III       | Creación por Carlos III       | Creación por Carlos III |
| ----------------------------- | ----------------------------- | ----------------------- |
| I                             | José del Campo Soberón        | 1776-1782               |
| II                            | José María del Campo y Eranzo | 1787-1823               |
| Rehabilitado por Alfonso XIII |                               |                         |
| III                           | José María de Garay y Rowart  | 1919-1940               |
| IV                            | Eduardo de Garay y Garay      | 1954-¿?                 |
| V                             | Ramón de Garay y Despujol     | 1986-hoy                |

## Armas
Las armas de José María de Garay y Rowart, tercer conde, son las siguientes:

Escudo partido. 1.°, en campo de oro, tres fajas de veros de plata y azur; bordura de plata, con ocho armiños, de sable, y 2.°, en campo de gules, cinco copas, de oro, puestas en aspa.

## Historia de los condes del Valle de Suchil
- José Ignacio del Campo Soberón (30 de julio de 1726-24 de septiembre de 1782), I conde del Valle de Súchil, teniente capitán de la Santa Hermandad (1759), teniente general de Durango (1762), alcalde de San Pedro Galdames (1765), regidor mayor y síndico de la misma localidad (1768), teniente de gobernador y gobernador interino de Nueva Vizcaya (1767-1768), benemérito de la Real Sociedad Bascongada de los amigos del país (1776).[4]

Casó el 15 de agosto de 1752, en la capilla del Real de Avino, con Isabel de Eranzo y Ruiz, criolla hija del minero Esteban de Erauzo, natural de Villabona, Guipúzcoa, y de Leogarda Ruiz, de Somocurso. En 1787 le sucedió su hijo primogénito:
- José María del Campo y Eranzo (m. 1823), II conde del Valle de Súchil.

Casó con Isabel Roig de Cevallos Villegas. Sin descendientes de este matrimonio.
Casó, en segundas nupcias, con Guadalupe Bravo.
El 9 de junio de 1919, por rehabilitación, sucedió:
- José María de Garay y Rowart (13 de oviembre de 1869-11 de septiembre de 1940), III conde del Valle de Súchil, diputado a Cortes por Madrid (1903-1909) y por Cervera del Pisuerga (1910-1914), senador vitalicio del reino (1914), donde ejerció como secretario y vicepresidente de la Cámara, subsecretario del Ministerio de Gracia y Justicia (1913), vocal de la Comisión Inspectora de la Deuda Pública y vocal del consejo de administración del Monte de Piedad y Caja de Ahorros de Madrid, alcalde de Madrid (1922), gentilhombre de cámara, gobernador civil de Madrid (1930), académico profesor Real Academia de Jurisprudencia, gran cruz de Isabel la Católica, gran oficial de la Orden de Leopoldo de Bélgica (1908) y del León y el Sol de Persia, además de ser Hijo Predilecto de Calañas.[8]

Casó el 25 de abril de 1899, en Madrid, con María de Garay y Corradi. El 11 de junio de 1954 le sucedió su hijo:
- Eduardo de Garay y Garay, IV conde del Valle de Súchil, arquitecto, cruz de Guerra, Roja, de Campaña y Águila Alemana.[1]

Casó con María de la Concepción Despujol y Rocha. El 24 de marzo de 1986, por orden para que se le expida la correspondiente carta de sucesión (BOE del 7 de mayo), le sucedió su hijo:
- Ramón de Garay y Despujol, V conde del Valle de Súchil, abogado.[6]

Casó con Belén de Aguilar Baselga (m. 1999).
Casó el 2 de marzo de 2005, en segundas nupcias, con María de las Cuevas Purón.
Casó, en terceras nupcias, con Alicia Pardo Lastra.